# Alberto Gilardino
Alberto Gilardino (ur. 5 lipca 1982 w Bielli) – włoski piłkarz występujący na pozycji napastnika.

## Kariera klubowa
Rozpoczynał karierę w Piacenzy. Swój pierwszy mecz w Serie A rozegrał w barwach tego klubu przeciwko A.C. Milan. Następnie przeniósł się do Hellasu Werona, gdzie grał dwa sezony. Po spadku tej drużyny z włoskiej ekstraklasy w 2002 roku został zawodnikiem Parmy, której trenerem był dobrze znany mu Cesare Prandelli szkolący go wcześniej w Hellasie. W pierwszym sezonie w barwach „Gialloblu” strzelił tylko pięć goli, ale następny należał już do Gilardino. W lidze zdobył 23 gole i w klasyfikacji strzelców ustąpił miejsca tylko Andrijowi Szewczence. Rok później znów strzelił 23 gole i znów z był drugim snajperem Serie A. Tym razem wyprzedził go Cristiano Lucarelli z AS Livorno Calcio.
Tak dobra postawa Alberto została oczywiście zauważona i latem 2005 roku biły się o niego najlepsze kluby starego kontynentu. Najbardziej zainteresowane sprowadzeniem gwiazdy Parmy były Chelsea F.C. i AC Milan. Bitwę ostatecznie wygrał ten drugi klub i kupił młodego Włocha za 24 milionów euro.
W sezonie 2006/2007 sięgnął wraz z Milanem po Puchar Europy pokonując w finale Liverpool 2:1. Gilardino po sezonie 2007/2008 został sprzedany przez „Rossonerich” do Fiorentiny za 14 milionów euro. Jej zawodnikiem był do roku 2012. Następnie występował w takich drużynach jak Genoa CFC, Bologna FC, Guangzhou Evergrande, Fiorentina, US Palermo, Empoli FC, Delfino Pescara 1936 oraz Spezia.
| Sezon   | Klub              | Rozgrywki | Mecze | Bramki |
| ------- | ----------------- | --------- | ----- | ------ |
| 1999/00 | Piacenza Calcio   | Serie A   | 17    | 3      |
| 2000/01 | Hellas Werona     | Serie A   | 22    | 3      |
| 2001/02 | Hellas Werona     | Serie A   | 17    | 2      |
| 2002/03 | Parma F.C.        | Serie A   | 24    | 4      |
| 2003/04 | Parma F.C.        | Serie A   | 34    | 23     |
| 2004/05 | Parma F.C.        | Serie A   | 38    | 23     |
| 2005/06 | A.C. Milan        | Serie A   | 34    | 17     |
| 2006/07 | A.C. Milan        | Serie A   | 30    | 12     |
| 2007/08 | A.C. Milan        | Serie A   | 30    | 7      |
| 2008/09 | ACF Fiorentina    | Serie A   | 35    | 19     |
| 2009/10 | ACF Fiorentina    | Serie A   | 36    | 15     |
| 2010/11 | ACF Fiorentina    | Serie A   | 35    | 12     |
| 2011/12 | ACF Fiorentina    | Serie A   | 12    | 2      |
| 2011/12 | Genoa CFC         | Serie A   | 14    | 4      |
| 2012/13 | Bologna FC        | Serie A   | 36    | 13     |
| 2013/14 | Genoa CFC         | Serie A   | 36    | 15     |
|         | Łącznie w Serie A |           | 450   | 174    |

## Kariera reprezentacyjna
Gilardino z narodową reprezentacją sięgnął po Puchar Świata na Mistrzostwach Świata 2006 w Niemczech. Sukcesy święcił również z olimpijską reprezentacją Włoch (brązowy medal na Letnich Igrzyskach Olimpijskich w Atenach) i z kadrą do lat 21 (zwycięstwo w Mistrzostwach Europy w tej kategorii wiekowej). W 2006 roku został Mistrzem Świata w piłce nożnej z reprezentacją Włoch. Na Mistrzostwach w Niemczech zdobył jednego gola – w meczu z USA.
14 października 2009 roku w meczu eliminacji do Mistrzostw Świata 2010 z Cyprem Gilardino strzelił hat-tricka, a Włosi zwyciężyli 3:2. Wpisał się na listę strzelców w 78, 80 i 90 minucie.